# 730 (Okinawa)

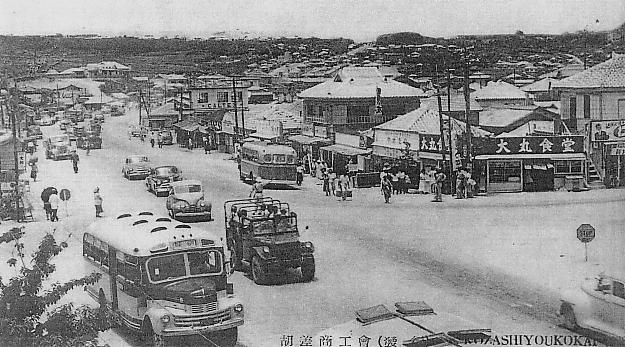
Le carrefour Koza vers 1955. La circulation se fait à droite.

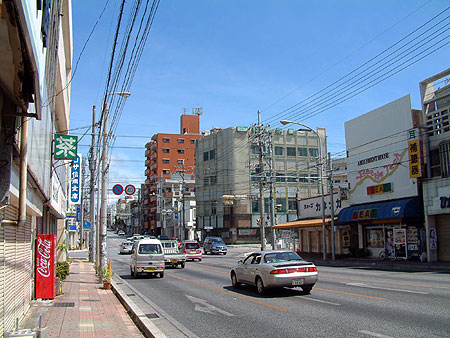
Le carrefour Koza en 2008. La circulation se fait à gauche.

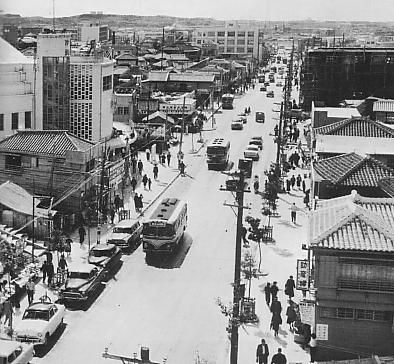
Le quartier Kokusai Dori à Naha au début des années 1950 avec une circulation à droite.

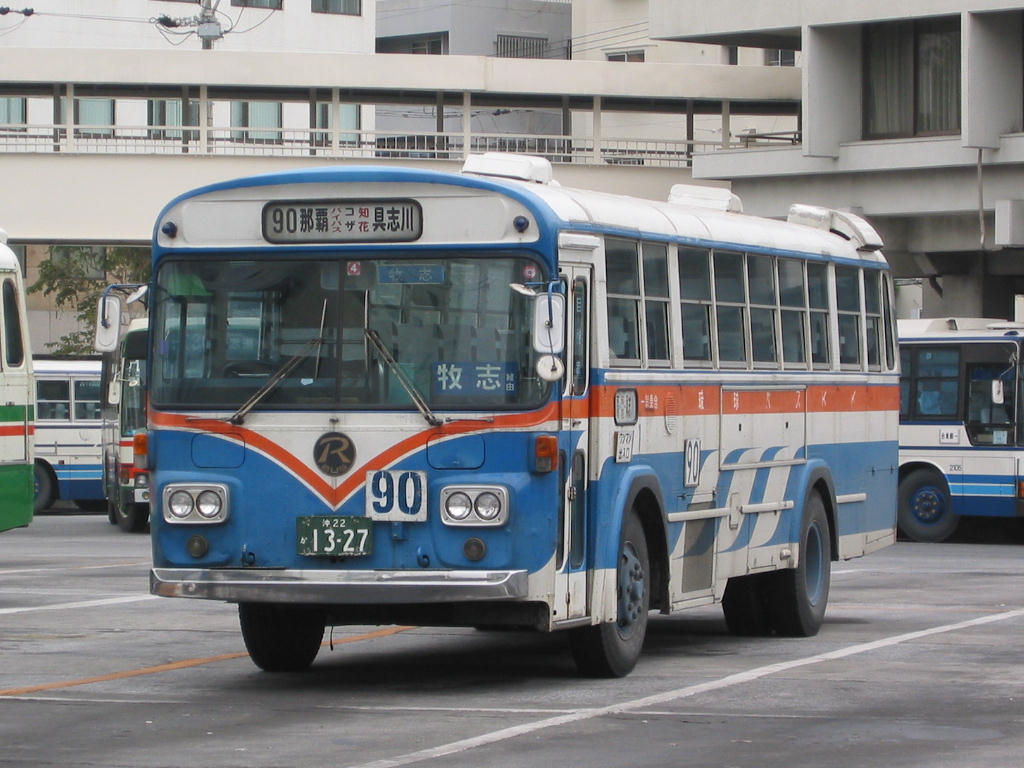
Un bus 730 des bus de Ryūkyū.

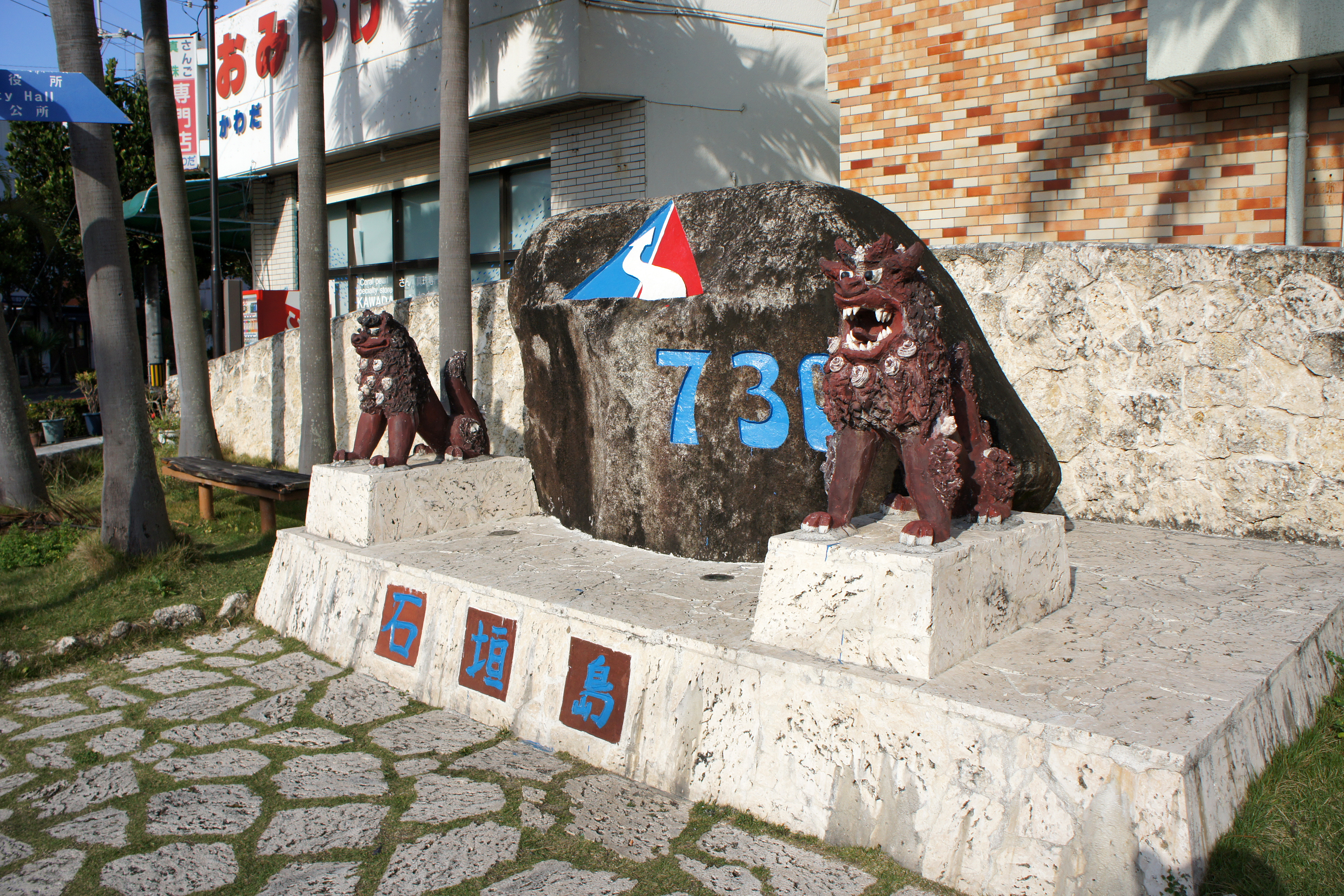
Mémorial de la journée 730 sur le carrefour 730 à Ishigaki.

La journée 730 (ナナ・サン・マル, Nana-San-Maru) désigne dans les îles Ryūkyū le 30 juillet 1978, date à laquelle l'archipel adopta officiellement la circulation à gauche pour s'accorder avec le reste du Japon.

## Contexte
À l'origine, la circulation à gauche était la règle dans toute la préfecture d'Okinawa, comme partout au Japon. Cependant, après la défaite japonais de 1945, celle-ci passe sous contrôle des États-Unis qui imposent la conduite à droite le 24 juin 1945. Même après la rétrocession d'Okinawa au Japon en 1972, le sens de la circulation reste à droite pendant six ans en raison des retards du transfert de souveraineté et de l'exposition spécialisée de 1975. Néanmoins, en accord avec la convention de Vienne sur la circulation routière qui impose un seul sens de circulation par pays, l'ensemble du trafic de la préfecture passe à gauche le 30 juillet 1978. Okinawa est l'un des très rares endroits qui soit passé d'une circulation à droite vers la gauche durant la fin du XXe siècle. Cette journée symbolise le retour d'Okinawa au Japon.

## Changement de sens
Tout le trafic, excepté les véhicules d'urgence, est interdit à partir de 22h00 le 29 juillet 1978. Huit heures plus tard, à 06h00, le 30 juillet, le trafic reprend, cette fois-ci du côté gauche. La signalisation routière avait été changée durant ce délai.
Comme il n'y avait pas assez d'officiers de police dans la préfecture d'Okinawa pour contrôler tout le trafic durant une journée, des policiers furent transférés d'autres régions du Japon.
La plupart des nouveaux feux et panneaux routiers avaient été installés avant ce jour mais ils étaient restés dissimulés. Durant la transition de huit heures, les caches furent retirées et installées sur la signalisation de droite. Le processus fut appelé « plan Kudaka » (久高方式, Kudaka Hōshiki) en rapport à Hiroshi Kudaka (久高弘, Kudaka Hiroshi), un officier de police d'Okinawa qui conçut la transition.
La préfecture avait annoncé au préalable le changement à travers la « campagne 730 » (730キャンペーン), qui utilisa des affiches et des annonces télévisées. Un célèbre boxeur d'Okinawa, Yoko Gushiken, participa à ces annonces.
Dans la préfecture, de la fin des années 1970 jusqu'aux débuts des années 1980, les véhicules avec le volant à droite étaient souvent appelés « voitures 730 » (730車両 ou 730カー), tandis que ceux avec le volant à gauche étaient surnommés « voitures 729 » (729車両 ou 729カー). Les deux expressions ne sont plus utilisées aujourd'hui. Bien que rares, il existe toujours quelques « voitures 729 » en circulation.
Le gouvernement japonais dépensa quelque 150 millions de dollars pour couvrir les coûts de conversion de la préfecture, ce qui incluait le déplacement des arrêts de bus, des panneaux routiers, et le remplacement de 1 000 bus et 5 000 taxis, ainsi que celui des phares de 300 000 véhicules car ceux-ci étaient dirigés vers la gauche au lieu de la droite. L'armée américaine dépensa à hauteur de 500 000 $ pour changer les panneaux de ses bases.

## Les bus
Les compagnies de bus locales durent changer les portes de passagers sur le côté gauche des véhicules. Les opérateurs de bus de la préfecture, appelés les bus de Ryūkyū (actuelle Ryūkyū Bus Kōtsū), les bus d'Okinawa, Naha Kōtsū (actuelle Naha Kōtsū Bus), et les bus Tōyō mirent en circulation plus de 1 000 bus au total, grâce à des subventions de la préfecture et du gouvernement national. Ces bus particuliers sont parfois appelés « Bus 730 » (730車両 ou 730バス),
De nombreux bus avec le volant à gauche furent mis en circulation pour l'exposition internationale de 1975, donc avant la journée 730. Comme ces véhicules étaient relativement récents, certains furent modifiés pour avoir le volant à droite et les portes de passagers à gauche. Certains autres furent vendus à des pays à la circulation à droite comme la Chine.
La plupart des « Bus 730 » sont restés en circulation jusqu'aux années 2000. Néanmoins, ils furent retirés en majorité en 2004. En 2008, les bus d'Okinawa et les bus Tōyō en conservent chacun un, mais ils ne sont plus utilisés.

## Suites
Il y eut de nombreux accidents de la route après la journée 730. Dans les carrefours, les conducteurs arrivaient souvent du côté droit de la route, au lieu du côté gauche. Il y eut ainsi de beaucoup de collisions dont l'une frontale entre deux bus.

## Mémorial
À Ishigaki se trouve le carrefour 730 (730交差点) où a été installé un petit mémorial en pierre. À Miyakojima se trouve également la tour mémorial 730 (730記念塔).